# Dynatoi
Le terme dynatoi (en grec : δυνατοί, « puissants ») était, dans l’Empire byzantin, un terme juridique utilisé à partir du Xe siècle pour décrire les couches supérieures de la hiérarchie civile, militaire et ecclésiastique, lesquelles de façon générale jouissaient de revenus ou de propriétés foncières considérables. Même si l’appartenance à ces  fonctions n’était généralement pas héréditaire, on voit se constituer à partir de la fin du Xe siècle et le début du XIe siècle un nombre restreint de familles qui, en les accaparant, finiront par former vers le milieu du XIe siècle une aristocratie héréditaire.
Même si la composition exacte de cette couche sociale a fait l’objet de nombreux débats académiques, sur le plan économique elle regroupait les grands propriétaires terriens par opposition aux «  penètes » (en grec : πένητες), les petits et moyens propriétaires.  Ces « puissants » appartenaient généralement à des familles de militaires qui avaient pu utiliser leur influence pour prendre possession de terres abandonnées, particulièrement en Asie mineure, à la suite des invasions des VIIe et VIIIe siècles. À partir du siècle suivant, alors que l’empire recouvrait sa puissance, ces terres redevinrent profitables et l’on voit apparaitre de grandes familles provinciales. Parmi elles, les familles Phocas et Maleïnos qui eurent pratiquement le monopole des hautes fonctions civiles et militaires en Asie mineure au début et au milieu du Xe siècle. Ces « dynatoi » furent en mesure d’utiliser leur influence politique et financière pour s’enrichir aux dépens des « penètes » qui avaient jusqu’alors formé le principal pilier de la société et de l’économie byzantine. Par la suite, plusieurs empereurs comme Romain Ier Lécapène (r. 920-944) et Basile II (r. 976-1025) promulgueront des édits visant à restreindre le pouvoir des dynatoi et à empêcher leur acquisition des terres dites « stratiotika ktemata », terres concédées aux stratiotes qui constituaient l’essentiel de l’armée byzantine. L’empereur espérait ainsi s'appuyer sur les petits propriétaires escomptant que leur motivation à défendre leurs terres stimulerait leur ardeur à repousser les invasions.
Ainsi Basile II (r. 976–1025) généralisera au niveau de l’empire en 1004 une ancienne taxe que l’on appela  allelengyon (litt : garantie mutuelle) et qui consistait à faire payer par les puissants les impôts que ne pouvaient pas payer leurs voisins moins fortunés ,. Cette taxe fut, on s’en doute, extrêmement impopulaire parmi les grands propriétaires terriens, au nombre desquels l’Église qui obtint son annulation en 1028, peu après la mort de Basile et l’accession au trône de Romain III Argyros (r. 1028–1034).
Sous la dynastie des Comnènes (1081 à 1185) on assiste à une extension des grandes propriétés tant civiles qu’ecclésiastiques quels que soient les efforts des empereurs pour maintenir la survie des petits propriétaires et des communautés villageoises , . Cette influence économique et sociale des puissants au détriment de l’autorité de l’État central ne fera que croître sous la dynastie des Paléologue (1261-1453) alors que périclitera inexorablement l’autorité du gouvernement de Constantinople.